# Trung Mục Vương
Cao Ly Trung Mục Vương (Hangul: 고려 충목왕; chữ Hán: 高麗 忠穆王; 15 tháng 5 năm 1337 – 25 tháng 12 năm 1348, trị vì 1344 – 1348) là quốc vương thứ 29 của Cao Ly. Ông là con trai cả của Trung Huệ Vương. Ông có tên Mông Cổ là Bát Tư Ma Đóa Nhân Chỉ (八思麻朵儿只, Palsamanaeisa). Ông có tên húy là Vương Hân (왕흔, 王昕).
Sau khi Cao Ly Trung Huệ Vương bị lật đổ vào năm 1343, Trung Mục Vương đã yết kiến đại hãn của nhà Nguyên. Ông được hỏi xem có thích làm theo cách của cha hay mẹ; Trung Mục trả lời rằng ông muốn theo cách của mẹ, Đại hãn nói rằng ông là một đứa trẻ biết phân biệt đúng sai và đưa ông lên ngôi. Lúc đó Mục Vương mới 8 tuổi và mẹ ông, công chúa Diệc Liên Chân Ban (hay còn gọi là Trinh Thuận Thục Nghi Công chúa (贞顺淑仪公主), cháu 5 đời của Hốt Tất Liệt) nhiếp chính.
Mục Vương mất khi còn rất nhỏ, chỉ mới 11 tuổi, được chôn cất tại Minh lăng (明陵), nhà Nguyên truy thụy là Trung Mục Hiển Hiếu Đại vương (忠穆顯孝大王). Em khác mẹ của  Mục Vương kế vị, tức Cao Ly Trung Định Vương.